# Città segrete
Città segrete è stato un programma televisivo italiano documentaristico ideato e condotto da Corrado Augias, in onda dal 2018 al 2023 su Rai 3 in prima serata.

## Il programma
Ogni puntata del programma è dedicata a una diversa città, raccontata anche attraverso le biografie di personaggi celebri legati ad ognuna di esse, ricostruite con delle docu-fiction. Il programma racconta anche i monumenti, le opere d'arte e i luoghi di interesse delle città, trattando anche il ruolo che essi hanno avuto per la società e la cultura del luogo. Oltre che direttamente nelle città interessate, il programma è in parte ambientato anche in uno studio virtuale con ambientazioni in 3D, con cui il conduttore interagisce.

## Puntate e ascolti

### Prima edizione
| Puntata | Città       | Prima tv         | Telespettatori | Share |
| ------- | ----------- | ---------------- | -------------- | ----- |
| 1       | Parigi      | 8 dicembre 2018  | 1.642.000      | 8,84% |
| 2       | Londra      | 15 dicembre 2018 | 1.508.000      | 8,31% |
| 3       | Roma        | 22 dicembre 2018 | 1.676.000      | 8,74% |
| 4       | Gerusalemme | 21 aprile 2019   | 1.347.000      | 6,65% |

### Seconda edizione
| Puntata | Città   | Prima tv         | Telespettatori | Share |
| ------- | ------- | ---------------- | -------------- | ----- |
| 1       | Mosca   | 23 novembre 2019 | 1.353.000      | 6,60% |
| 2       | Vienna  | 30 novembre 2019 | 1.238.000      | 6,18% |
| 3       | Venezia | 7 dicembre 2019  | 1.349.000      | 6,88% |
| 4       | Roma    | 14 dicembre 2019 | 1.500.000      | 7,73% |

### Terza edizione
| Puntata | Città          | Prima tv       | Telespettatori | Share |
| ------- | -------------- | -------------- | -------------- | ----- |
| 1       | Milano         | 20 marzo 2021  | 1.851.000      | 7,99% |
| 2       | Roma Cristiana | 27 marzo 2021  | 2.098.000      | 9,16% |
| 3       | Palermo        | 3 aprile 2021  | 1.804.000      | 7,73% |
| 4       | Firenze        | 10 aprile 2021 | 2.248.000      | 9,43% |
| 5       | Napoli         | 17 aprile 2021 | 2.307.000      | 10%   |

### Quarta edizione
| Puntata | Città    | Prima tv         | Telespettatori | Share |
| ------- | -------- | ---------------- | -------------- | ----- |
| 1       | Berlino  | 23 dicembre 2021 | 1.204.000      | 5,7%  |
| 2       | Istanbul | 26 dicembre 2021 | 1.557.000      | 7,58% |
| 3       | Genova   | 2 gennaio 2022   | 1.547.000      | 7,24% |

### Quinta edizione
| Puntata | Città                    | Prima tv        | Telespettatori | Share |
| ------- | ------------------------ | --------------- | -------------- | ----- |
| 1       | New York (prima parte)   | 7 gennaio 2023  | 1.184.000      | 6,90% |
| 2       | New York (seconda parte) | 14 gennaio 2023 | 996.000        | 5,75% |
| 3       | Torino                   | 21 gennaio 2023 | 1.250.000      | 7,14% |